# Florent Mollet
Florent Mollet (Fontaine-lès-Dijon, 19 de novembro de 1991) é um futebolista profissional francês que atua como meia. Atualmente joga no Nantes.

## Carreira
Florent Mollet começou a carreira no Dijon.